# Kolodna, Orjîțea
Kolodna (în ucraineană Колодна) este un sat în comuna Lukimea din raionul Orjîțea, regiunea Poltava, Ucraina.

## Demografie
Componența lingvistică a localității Kolodna
     Ucraineană (95,12%)
     Rusă (4,88%)
Conform recensământului din 2001, majoritatea populației localității Kolodna era vorbitoare de ucraineană (95,12%), existând în minoritate și vorbitori de rusă (4,88%).